# 1,7-heptanodiamina
La 1,7-heptanodiamina, también llamada heptametilendiamina y 1,7-diaminoheptano, es una diamina de fórmula molecular C7H18N2. Su fórmula estructural corresponde a la del heptano con un grupo amino unido en cada extremo.

## Propiedades físicas y químicas
La 1,7-heptanodiamina se presenta como trozos cristalinos blancos o amarillentos que funden a 28 °C.
Su punto de ebullición es de 224 °C.
Posee una densidad inferior a la del agua —ρ = 0,860 g/cm³— y es soluble en ella, en proporción de 1,8 × 102 g/L. Es aún más soluble en disolventes como etanol, acetona, éter o benceno (logP = 0,57).
La tensión superficial en fase líquida es de 35 dina/cm, aproximadamente la mitad de la del agua.
Es un compuesto incompatible con agentes oxidantes fuertes, ácidos, cloruros de acilo y anhídridos de ácido.

## Síntesis y usos
La 1,7-heptanodiamina se puede sintetizar partiendo de tolueno-4-sulfonamida y 1,7-dibromoheptano; otra ruta de síntesis utiliza como precursor el ácido azelaico.
A su vez, la 1,7-heptanodiamina es precursora de poliaminas más complejas como N'-metilheptano-1,7-diamina, N,N,N',N'-tetrametilheptano-1,7-diamina y 2-(7-aminoheptilamino)etanol.
Se utiliza la 1,7-heptanodiamina, junto a isocumarinas, en la elaboración de bis-isoquinolinonas —compuestos que forman el núcleo de la estructura de alcaloides vegetales— en una reacción catalizada por nanopartículas de óxido de zinc.
Esta amina también se emplea en la preparación de 7-amino-1-guanidinooctano y 1,7-diamino-trans-hept-3-eno, utilizados como inhibidores de la desoxihipusina sintetasa, enzima que cataliza el primer paso en la biosíntesis del inusual aminoácido hipusina.

## Precauciones
La 1,7-heptanodiamina es una sustancia combustible, cuyo punto de inflamabilidad es de 87 °C.
Al arder puede desprender productos tóxicos como monóxido de carbono y óxidos de nitrógeno.